# Casio MT-40

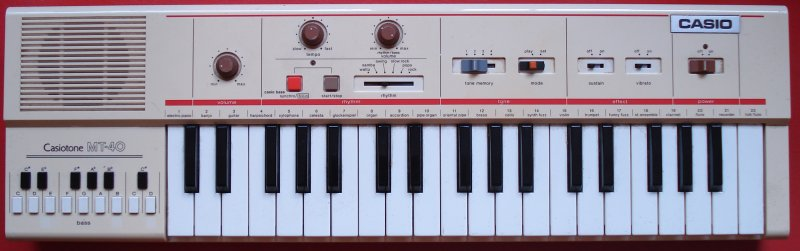
Oberseite des Casio MT-40

Der Casio MT-40 ist ein 1981 erschienenes tragbares elektronisches Tasteninstrument mit synthetischen Klängen. Das japanische Unternehmen Casio brachte es als eines der ersten Musikinstrumente in ihrer Casiotone-Reihe heraus. Zielgruppe waren Musiker mit kleinem Budget. Der Casio MT-40 kostete um die 200 DM und damit einen Bruchteil der damals modernen Synthesizer wie der DX7.
Bekannt wurde der Minisynthesizer 1985, als Wayne Smith die  Rhythmus-Einheit des MT-40 für seine Hitsingle Sleng Teng nutzte. Infolgedessen setzten nicht nur jamaikanische Musiker das Gerät als Ersatz für Schlagzeuger und Bassist ein. Die Klänge des MT-40 basierten auf Nachbauten realer Instrumente durch die Überlagerung einfacher Audiowellen. Sie waren nicht veränderbar, und man konnte Kompositionen auch nicht abspeichern.
In der damaligen Zeit war die Zahl parallel spielbarer Sounds wichtig. Während der zum Beispiel von der Rockband Trio eingesetzt Casio VL-1 nur jeweils einen Ton erzeugen konnte, war der MT-40 neunstimmig polyphon; man konnte fast alle Finger einsetzen.
Die 37 Tasten (und damit etwa 3 Oktaven) sind deutlich schmaler als bei einem Standard-Klavier. Auf der linken Seite befindet sich die Bass- und Rhythmus-Einheit mit weiteren 15 kleinen Drucktasten. Die sechs fest eingebauten Rhythmen können im Tempo variiert werden. Außerdem gibt es eine Fill-Taste für Schlagzeugwirbel.
Das Gerät kann mit Batterien oder Netzteil betrieben werden. Es war das Vorbild für spätere elektronische Unterhaltungskeyboards mit eingebauter Rhythmus-Sektion.